# أندرو جي. دوك
أندرو جي. دوك هو سياسي أمريكي، ولد في 31 أكتوبر 1962. نشط حزبياً في الحزب الديمقراطي.